# George Weah
George Weah (Monròvia, 1 d'octubre de 1966) és un exfutbolista i posteriorment polític liberià. Fou 14 anys professional a diversos clubs de França, Itàlia i Anglaterra, i va guanyar títols en dos dels tres països. Després de jugar a diversos clubs africans, l'any 1988 es traslladà a Europa al Mònaco d'Arsène Wenger, entrenador que va tenir forta importància en la seva carrera. Al Mònaco guanyà la Copa de França el 1991. Després jugà al Paris Saint Germain (1992 - 95), amb qui guanyà la lliga el 1994; i a l'AC Milan (1995 - 1999), amb el qual fou campió italià els anys 1996 i 1999. L'any 2000 jugà amb tres clubs, Chelsea FC, Manchester City i Olympique de Marsella i el 2001 signà per l'Al Jazira FC, als Emirats Àrabs Units, on acabà la seva carrera.
Fou nomenat Pilota d'or europea, FIFA World Player i Onze d'or l'any 1995. També guanyà el premi al Futbolista africà de l'any les edicions de 1989, 1994 i 1995. Weah és l'únic jugador guanyador del FIFA World Player que no ha disputat mai un Mundial.
Fou nomenat ambaixador de l'UNICEF. També fou candidat a la presidència del seu país, Libèria, en les eleccions del 2005, que, tanmateix, foren guanyades per Ellen Johnson-Sirleaf a la segona ronda de votacions. El 2017 va tornar-se a presentar a les eleccions resultant aquest cop guanyador amb un 61,5% dels vots i substituint Ellen Johnson Sirleaf.